# 洗脑心理学
《洗脑心理学》（英語：Brainwashing: The Science of Thought Control）是一本2004年的科普读物，解释了精神控制（也称洗脑、思想改革和强制说服），由神经学家和生理学家凯瑟琳·泰勒所著。它解释了大脑推理和认知的神经学基础，并提出自我可以改变，同时描述了神经通路的生理学。本书回顾了包括派翠西亚·赫斯特、曼森家族和琼斯镇人民圣殿教成员的大规模谋杀、自杀等案例研究，并将邪教使用的影响技术与极权主义和共产主义社会的技术进行了比较。它列出了FACET模型——自由、机构、复杂性、目的而非手段和思维，她认为可以用它来抵消洗脑技术的影响。

## 内容
泰勒提供了「洗脑」一词的发展背景，从1950年记者爱德华·亨特的使用，到后来应用于邪教、营销、影响、思想改造、酷刑和再教育等领域。她在书中引用了精神科医师罗伯特·杰伊·利夫顿的著作《思想改革与极权主义心理学》。利夫顿的研究是基于他对朝鲜战争期间受灌输和酷刑战俘的访谈。泰勒认为「洗脑」一词在指更具强制性的说服时很有用。
她解释了大脑中推理和认知的神经学基础，并提出了自我本身可以改变的观点。她介绍了神经通路背后的生理学，其中包括包含树突、轴突和突触的神经元网，并阐明了某些具有更僵化通路的大脑会更不容易接受新信息或创造性刺激。泰勒利用神经科学表明，被洗脑的人有更多的僵化路径，而这种僵化会使个体不太可能重新思考情况，也不可能在以后重新组织这些路径。她解释说，重复是洗脑技术不可或缺的一部分，因为当频率和强度较高的信号传入时，神经元之间的连接会变得更强。她认为，十几岁和二十出头的人更容易被说服。泰勒解释说，负责艺术创作的区域——颞叶的大脑活动也会导致精神体验，这个过程被称为「不稳定性」。
在该书第一部分「折磨与诱惑」中，泰勒分析了各方在影响和洗脑他人的过程中是如何使用某些技巧的，包括限制个人自由、欺骗以及与个人决策过程相冲突的方法。她利用案例研究，包括派翠西亚·赫斯特、曼森家族，以及琼斯镇人民圣殿教成员的大规模谋杀、自杀，来说明她在第二部分「头颅中的叛徒」中所解释的神经学。其中曼森家族的例子举了查尔斯·曼森的追随者在1969年制造的多起谋杀案，吉姆·琼斯的人民圣殿教则举了900多名教徒在圭亚那琼斯镇服用氰化物自杀的案件。泰勒断言，邪教用来影响他人的技术与其他社会团体使用的技术相似，并比较了邪教和共产主义社会的类似极权主义方面。这些技巧包括孤立个人、控制获得信息的机会、挑战信仰结构、制造怀疑，以及在高压环境中重复信息。
泰勒认为，邪教强调群体的积极方面而不是个人的消极方面，用「高度还原的、明确的——夸大其词的短语」的方式无休止地重复简单的想法，并提到与「巨大的情感包」有关的「抽象和模糊」的想法。泰勒写道，洗脑涉及到一种更强烈的大脑传统学习方式。在本书的最后一部分，即第三部分「自由与控制」中，泰勒描述了个人对洗脑的易感性，并列出了缩写词FACET，一种对抗影响力和极权主义思维的工具。FACET是Freedom（自由）、Agency（机构）、Complexity（复杂）、Ends-not-means（目的）和Thinking（思考）的缩写。FACET模式是以利夫顿的八项思想改革标准为基础，泰勒强调教育和思想自由，以此来否定其中的一些标准。

## 反应
《洗脑心理学》于2004年12月16日由牛津大学出版社首次以精装形式出版，2006年8月24日再次以平装形式出版。该书在2005年《泰晤士高等教育增刊》青年学术作者奖中获得「高度赞扬」和亚军，并入选2005年MIND「年度图书奖」的候选名单。该书还入选了2005年安万特「科学图书奖」的长名单，该书被誉为内容「优雅而平近易人的散文」。
PD史密斯在《卫报》上给了这本书一个积极的评价，并总结道：「她雄心勃勃、文笔优美的研究通过一部企图破坏人类自由的历史来歌颂人类自由。」约瑟夫·司马哈特为《怀疑论探究者》评论了这本书，并写道：「我喜欢这本书，因为它是对一个被严重忽视的话题进行思考的挑战。」辛哈特总结道：「我很喜欢这本书，因为它是对一个被忽视的话题的挑战。泰勒关注的是任何限制大脑功能的创造性『停一停，想一想』活动的人类事业（无论是科学、宗教还是政治），它只不过是成为另一种排他性的邪教而已。」
英国医生和科普作家詹姆斯·勒法努为《每日电讯报》撰写书评，批评泰勒没有承认目前对大脑结构的理解与「它的作用、我们的思维、感觉和情感」之间的「解释性差距」。勒法努总结道：「《洗脑心理学》的悖论在于，如果泰勒博士奉行反面观点，试图解释为什么那个『解释空白』不仅仅是无法弥补，并且随着神经科学的进步，现在似乎是不可逾越的。一个简单到足以被完全了解的大脑将过于简单，不可能容纳可能了解它的有意识的观察者。」《泰晤士报》的奈杰尔·霍克斯批评泰勒的结论，即「我们都有点被我们的文化和经验洗脑了」，还指出这评价把人民圣殿教的吉姆·琼斯與小报媒体归为同一类别。杰罗姆·伯恩在《金融时报》撰文，批评泰勒在作品中没有传达「足够清晰的信息」。